# Ramaria varians
Ramaria varians är en svampart som beskrevs av Schild 1992. Ramaria varians ingår i släktet Ramaria och familjen Gomphaceae.   Inga underarter finns listade i Catalogue of Life.